# Jens Weckbach
Jens Weckbach (23 de julio de 1970) es un político y deportista alemán que compitió en remo.
Ganó una medalla de plata en el Campeonato Mundial de Remo de 1995, en la prueba de cuatro scull ligero.
En octubre de 2019 fue elegido presidente de la filial del partido CDU en Flörsheim.

## Palmarés internacional
| Campeonato Mundial | Campeonato Mundial  | Campeonato Mundial | Campeonato Mundial  |
| Año                | Lugar               | Medalla            | Prueba              |
| ------------------ | ------------------- | ------------------ | ------------------- |
| 1995               | Tampere (Finlandia) | Medalla de plata   | Cuatro scull ligero |